# Scarpa d'oro 2000
La Scarpa d'oro 2000 è il riconoscimento calcistico che è stato assegnato al miglior marcatore assoluto in Europa tenendo presente le marcature segnate nel rispettivo campionato nazionale per il valore del coefficiente UEFA nella stagione 1999-2000. Il vincitore del premio è stato Kevin Phillips, con 30 reti nella FA Premier League.

## Classifica finale
| Pos | Campionato       | Nome                    | Squadra             | Gol | C-UEFA | Pti  |
| --- | ---------------- | ----------------------- | ------------------- | --- | ------ | ---- |
| 1   | Premier League   | Kevin Phillips          | Sunderland          | 30  | x2     | 60   |
| 2   | Primeira Liga    | Mário Jardel            | Porto               | 37  | x1,5   | 55,5 |
| 3   | Primera Division | Salva Ballesta          | Racing Santander    | 27  | x2     | 54   |
| 4   | Serie A          | Andrij Ševčenko         | Milan               | 24  | x2     | 48   |
| 4   | Primera Division | Jimmy Floyd Hasselbaink | Atlético Madrid     | 24  | x2     | 48   |
| 4   | Bundesliga       | Ivica Vastić            | Sturm Graz          | 32  | x1,5   | 48   |
| 5   | Ligue 1          | Sonny Anderson          | Olympique Lione     | 23  | x2     | 46   |
| 6   | Division I       | Ole Martin Årst         | Gent                | 30  | x1,5   | 45   |
| 6   | 1.Lig            | Serkan Aykut            | Samsunspor          | 30  | x1,5   | 45   |
| 7   | Serie A          | Hernán Crespo           | Parma               | 22  | x2     | 44   |
| 7   | Serie A          | Gabriel Batistuta       | Fiorentina          | 22  | x2     | 44   |
| 7   | Ligue 1          | David Trezeguet         | Monaco              | 22  | x2     | 44   |
| 7   | Premier League   | Alan Shearer            | Newcastle Utd       | 22  | x2     | 44   |
| 8   | Eredivisie       | Ruud van Nistelrooij    | PSV                 | 29  | x1,5   | 43,5 |
| 9   | Ligue 1          | Marco Simone            | Monaco              | 21  | x2     | 42   |
| 10  | Premier League   | Dwight Yorke            | Manchester Utd      | 20  | x2     | 40   |
| 11  | Primera Division | Diego Tristán           | Maiorca             | 19  | x2     | 38   |
| 11  | Bundesliga       | Martin Max              | Monaco 1860         | 19  | x2     | 38   |
| 12  | Premier League   | Mark Viduka             | Celtic              | 25  | x1,5   | 37,5 |
| 12  | Eredivisie       | Pierre van Hooijdonk    | Vitesse             | 25  | x1,5   | 37,5 |
| 13  | Premier League   | Andy Cole               | Manchester Utd      | 18  | x2     | 36   |
| 13  | Primera Division | Patrick Kluivert        | Barcellona          | 18  | x2     | 36   |
| 13  | Primera Division | Roy Makaay              | Deportivo La Coruña | 18  | x2     | 36   |
| 13  | Serie A          | Vincenzo Montella       | Roma                | 18  | x2     | 36   |
| 13  | Serie A          | Marco Ferrante          | Torino              | 18  | x2     | 36   |
| 14  | Primeira Liga    | Nuno Gomes              | Benfica             | 23  | x1,5   | 34,5 |
| 15  | Primera Division | Raúl                    | Real Madrid         | 17  | x2     | 34   |
| 15  | Premier League   | Tore André Flo          | Chelsea             | 17  | x2     | 34   |
| 16  | Premier League   | Gustavo Poyet           | Chelsea             | 16  | x2     | 32   |
| 16  | Premier League   | Paolo Di Canio          | West Ham Utd        | 16  | x2     | 32   |
| 16  | Primera Division | Claudio López           | Valencia            | 16  | x2     | 32   |
| 17  | Serie A          | Filippo Inzaghi         | Juventus            | 15  | x2     | 30   |
| 17  | Serie A          | Giuseppe Signori        | Bologna             | 15  | x2     | 30   |
| 17  | Serie A          | Cristiano Lucarelli     | Lecce               | 15  | x2     | 30   |
| 17  | Eredivisie       | Jon Dahl Tomasson       | Feyenoord           | 20  | x1,5   | 30   |
| 17  | Vyšča Liha       | Maksim Šackich          | Dinamo Kiev         | 20  | x1,5   | 30   |
| 17  | Primera Division | Raúl Tamudo             | Espanyol            | 15  | x2     | 30   |
| 18  | Primera Division | Pauleta                 | Porto               | 14  | x2     | 28   |
| 19  | Tippeligaen      | John Carew              | Rosenborg           | 18  | x1,5   | 27   |
| 19  | Tippeligaen      | Thorstein Helstad       | Brann               | 18  | x1,5   | 27   |
| 20  | Serie A          | Christian Vieri         | Inter               | 13  | x2     | 26   |
| 21  | Serie A          | Marcelo Salas           | Lazio               | 12  | x2     | 24   |
| 21  | Serie A          | Roberto Muzzi           | Udinese             | 12  | x2     | 24   |
| 21  | Primera Division | Rivaldo                 | Barcellona          | 12  | x2     | 24   |
| 21  | Premier League   | Robbie Keane            | Coventry City       | 12  | x2     | 24   |
| 21  | Lega Nazionale A | Charles Amoah           | San Gallo           | 16  | x1,5   | 24   |